# Klinisk diætist
En klinisk diætist er en sundhedsuddannet person, der arbejder på hospitaler, i kommuner eller som selvstændig privatpraktiserende klinisk diætist. Kliniske diætisters hovedområde er diætbehandling af ernæringsrelaterede sygdomme.
Uddannelsen til klinisk diætist blev i 2002 slået sammen med de to uddannelser til ernærings- og husholdningsøkonom og økonoma til den nye uddannelse professionsbachelor i ernæring og sundhed. Siden da er uddannelsen til klinisk diætist en studieretning i uddannelsen til professionsbachelor i ernæring og sundhed.
Klinisk diætist er en beskyttet titel, der kun må benyttes af personer, der har fået autorisationsloven som klinisk diætist fra Sundhedsstyrelsen.
Ved en urafstemning i 1992 blev der taget en kollektiv faggruppebeslutning om, at kliniske diætister fremover organiserer sig i egen faglig organisation, Foreningen af Kliniske Diætister (FaKD). FaKD udgiver faggruppens fagblad "Diætisten".